# П'єр-Жан Беранже
П'єр-Жа́н де Беранже́ (фр. Pierre-Jean de Béranger; 19 серпня 1780, Париж — 16 липня 1857) — французький поет, відомий насамперед своїми сатиричними творами.

## Життєпис
Народився у Парижі у родині дрібного службовця. У юнацькі роки змінив кілька професій.
Писати вірші, комедії, трагедії почав рано. На повну силу поетичний талант виявився в жанрі пісень, в яких Беранже весело й дотепно оспівував радощі життя («Молитва епікурейця», «Весна й осінь», «Вино і Лізетта», «Моя бабуся»).
У роки Реставрації творчість Беранже набула громадянського характеру. Республіканець і патріот, учень просвітителів 18 ст., він ненавидів феодальну монархію Бурбонів і в своїх піснях — політичних памфлетах гостро висміяв дворянство («Маркіз де-Карабас», «Маркіза де-Претентайль», «Нащадок знатного роду»), католицьке духівництво («Місіонери», «Мощі», «Смерть Сатани»), саму монархію («Карл III Простуватий», «Майбутнє Франції»); засудив Священний союз («Священний союз варварів»), протиставивши йому мир і дружбу народів («Священний союз народів»); оспівав революційну славу й героїзм французького народу («14 липня», «Галли й франки», «Старий капрал»). За сатиричні пісні Беранже двічі ув'язнено (1821, 1828).
У революції 1830 Беранже був одним з її ідейних ватажків, до Липневої монархії поставився опозиційно. Пісні 30—40-х рр. сповнені соціального змісту. Беранже засуджував жадобу наживи («Гроші», «Золото», «Черви», «Бонді», «Слимаки») і виявив глибоке співчуття до соціально гнобленого народу («Руда Жанна», «Жак», «Жебрачка», «Старий волоцюга»).
Не визнаючи революційної боротьби, дотримувався розпливчастих ідей утопічного соціалізму («Божевільні», «Ідея», «Вівці», «Фея рим»).
Імперію Наполеона III Беранже затаврував як поліцейський режим («Барабани», «Смерть і поліція»). Беранже вважали за свого вчителя робітничі поети: Лапуант, Лашамбоді, Дюпон, Потьє.

## Вплив на українську культуру
Українською мовою пісні Беранже перекладали: В. Самійленко, X. Алчевська, П. Капельгородський, В. Щурат, С. Буда, М. Терещенко, М. Рильський та ін.

### Беранже і Тарас Шевченко
Тарас Шевченко був обізнаний з творами Беранже переважно в перекладах Курочкіна, які 1856 року читав у журналі «Библиотека для чтения», а також Д. Ленського. В листі до М. Лазаревського 21 січня 1858 поет просив купити йому збірку «Песни Беранже. Перевод Василия Курочкина» (1858), одержав її 19 лютого 1858.
Шевченко також переписав до «Щоденника» вірші Беранже «Старий холостяк» у перекладі Д. Ленського і «Навуходоносор» у переспіві В. Курочкіна.

## Твори
- Oeuvres complètes, v. 1 — 5. Р., 1834;

### Переклади українською мовою
- Вибрані пісні. Перекл. С. Буди. X.—К., 1933;
- Ключі від раю. Перекл. М. Терещенка. К., 1957;
- Пісні / упоряд. В. І. Пащенко, передм., приміт. Ю. І. Данілін, худ. В. М, Дозорець. — 1980